# アラン・ウェイクマン
アラン・ウェイクマン（Alan Wakeman、1947年10月13日 - ）は、1976年にソフト・マシーンで仕事をしたことで知られるイギリスのサックス奏者で、アルバム『ソフツ』に参加している。キーボード奏者リック・ウェイクマンの従兄弟にあたる。ロンドン西部・ハマースミス出身。

## 人物
ウェイクマンは14歳でクラリネットを始め、在学時、ピアノ奏者の従兄弟であるリック・ウェイクマンとバンドで演奏した。16歳の時にアルト・サックスも始め、その後、テナー・サックスも吹くようになった。また、ソプラノ・サックスも演奏する。
1968年にポール・リットン・カルテットに参加し、1970年に自身のトリオを持った（ベースにはハリー・ミラーがいた）。その後、グラハム・コリアー（アルバム『Songs for My Father』と『The Day of the Dead』を含む）や、ジョニー・ダンクワース、マイク・ウェストブルック（1975年リリースの『シタデル/ルーム315』と1976年の『Love/Dream and Variations』でサックスとクラリネットを演奏）と仕事した。彼はまた、1972年から1973年までアラン・ゴーウェンのバンドであるギルガメッシュのオリジナル・メンバーだったが、ギルガメッシュがファースト・アルバムを発表する前に脱退した。
1974年にアルバム『デヴィッド・エセックス』で初めて共に仕事したデヴィッド・エセックスのバンドに加わるため、1976年に参加したソフト・マシーンをその年のうちに脱退することとなった。また、ミュージカル『グリース』を含むウェスト・エンド・シアターや、ウェストブルックのためにさらに仕事をした。現在はアルバム『A Bigger Show』を発表したマイク・ウェストブルックのアンコモン・オーケストラや、「Paintbox Jane」というウェストブルックの新しいジャズ・ショーでツアーを行っている。彼は音楽を教え続け、自身のバンド「The Rockin 'Hams」で新しいプロジェクトを行っている。

## ディスコグラフィ

### 参加アルバム
- グラハム・コリアー : Songs for my father (1970年)
- グラハム・コリアー : Mosaics (1971年)
- Pete Atkin : Driving Through Mythical America (1971年)
- National Jazz Youth Orchestra : National Jazz Youth Orchestra (1971年)
- Barry Guy & The London Jazz Composers' Orchestra : Ode (1972年) ※With カール・ジェンキンス、マーク・チャリグ
- Pete Atkin : A King At Nightfall (1973年)
- マイク・ウェストブルック・オーケストラ : 『シタデル/ルーム315』 - Citadel/Room 315 (1974年)
- デヴィッド・エセックス : 『デヴィッド・エセックス』 - David Essex (1974年)
- John Dankworth & His Orchestra : Movies n' me (1974年)
- デヴィッド・エセックス : All the fun of the fair (1975年)
- グラハム・コリアー・ウィズ・グラハム・コリアー・ミュージック : Jazz Illustrations (1975年)
- マイク・ウェストブルック・オーケストラ : Love/Dream and Variations (1976年)
- グラハム・コリアー・ミュージック : New Conditions (1976年)
- ソフト・マシーン : 『ソフツ』 - Softs (1976年)
- デヴィッド・エセックス : On tour (1976年)
- ソフト・マシーン : Triple Echo (1977年) ※コンピレーション
- デヴィッド・エセックス : Gold and Ivory (1977年)
- グラハム・コリアー : The Day of the Dead (1978年) ※ベースはロイ・バビントン
- Triton (Wakeman, Bridge, Morris) :  Wilderness of Glass (1978年)
- デヴィッド・エセックス : Imperial Wizard (1979年)
- ドン・レンデル・ナイン : Earth Music (1979年)
- ドン・レンデル・ファイブ : Set 2 (1979年)
- デヴィッド・エセックス : Hot Love (1980年)
- マイク・ウェストブルック : The Westbrook Blake (Bright As Fire) (1980年)
- デヴィッド・エセックス : Silver Dream Racer (1980年)
- Girls At Our Best : Pleasure (1981年)
- マイク・ウェストブルック・ブラス・バンド : The Paris Album (En Concert À La Chapelle Des Lombards) (1981年)
- Stan Tracey Sextet (ft. Tony Coe, Art Themen, Alan Wakeman) : The Crompton Suite (1981年)
- デヴィッド・エセックス : Stage - Struck (1982年)
- デヴィッド・エセックス : The Whisper (1983年)
- Swans Way : The Fugitive Kind (1983年)
- デヴィッド・エセックス : This One's For You (1984年)
- The Original London Cast :  Mutiny! (1985年) ※with デヴィッド・エセックス、フランク・フィンレイ
- マイク・ウェストブルック・バンド : Off Abbey Road (1989年)
- ソフト・マシーン : The Untouchable (1990年) ※コンピレーション
- ソフト・マシーン : The Best Of Soft Machine - The Harvest Years (1995年) ※コンピレーション
- マイク・ウェストブルック・オーケストラ : Bar Utopia (1996年)
- Pete Atkin : Beware Of The Beautiful Stranger / Driving Through Mythical America (1997年) ※コンピレーション
- マイク・ウェストブルック : The Orchestra Of Smith's Academy (1998年)
- マイク・ウェストブルック : Glad Day (Settings Of William Blake) (1999年)
- John Williams : The Baritone Band (2000年)
- デヴィッド・エセックス : David Essex / Out On The Street (2004年) ※コンピレーション
- グラハム・コリアー : Down Another Road / Songs For My Father / Mosaics (2007年) ※コンピレーション
- Barry Guy : Portraits (2007年)
- グラハム・コリアー : Deep Dark Blue Centre / Portraits / The Alternate Mosaics (2008年) ※コンピレーション
- マイク・ウェストブルック : Fields And Forms (2008年)
- Pete Atkin : Beware Of The Beautiful Stranger (2009年)
- グラハム・コリアー・ミュージック : Darius / Midnight Blue / New Conditions (2009年)
- グラハム・コリアー : The Day Of The Dead / October Ferry / Symphony Of Scorpions / Forest Path To The Spring (2011年)
- グラハム・コリアー : Relook : Graham Collier 1937-2011: A Memorial 75th Birthday Celebration (2012年) ※with カール・ジェンキンス、ジョン・マーシャル、ニック・エヴァンス、ゲイリー・バートン、グラハム・コリアー、フランク・リコッティ、ロイ・バビントン、ケニー・ホイーラー他
- Interplay : Global (2013年)
- The Rockin' Hams - Alan Wakeman Band : Extended Play (2014年)
- Sheila Waterfield : Reverie (2015年)
- ハリー・ベケット : Still Happy (2016年)
- ハリー・ミラー : Different Times, Different Places - Volume Two : (2016年) ※ピアノはキース・ティペット
- マイク・ウェストブルック : The Uncommon Orchestra  –  A Bigger Show (2016年) ※ライブ
- Dave Holdsworth's New Brew : Wodgi (2018年)
- マイク・ウェストブルック・オーケストラ : Catania - Live in Sicily 1992 (2018年)